# Гуцисько (Олькуський повіт)
Гуцисько (пол. Hucisko) — село в Польщі, у гміні Ключе Олькуського повіту Малопольського воєводства.
У 1975-1998 роках село належало до Катовицького воєводства.